# Leiobunum simplum
Leiobunum simplum is een hooiwagen uit de familie Sclerosomatidae.